# 10557 Rowland
A 10557 Rowland (ideiglenes jelöléssel 1993 RL5) a Naprendszer kisbolygóövében található aszteroida. Eric Walter Elst fedezte fel 1993. szeptember 15-én.